# Rendezvous mit Joe Black
Rendezvous mit Joe Black (Originaltitel Meet Joe Black) ist ein US-amerikanischer Spielfilm des Regisseurs Martin Brest aus dem Jahr 1998, in dem der Tod in menschlicher Gestalt (Brad Pitt) einen sterbenden Milliardär (Anthony Hopkins) bittet, ihm zu helfen, das Leben kennenzulernen. Der Film startete am 14. Januar 1999 in den deutschen Kinos.
Der Film basiert auf dem 1923 veröffentlichten Theaterstück La morte in vacanza (Der Tod im Urlaub) von Alberto Casella (1891–1957) und wurde im Jahre 1934 bereits einmal unter dem Titel Die schwarze Majestät von Mitchell Leisen verfilmt.

## Handlung
Der Großunternehmer William „Bill“ Parrish hört wenige Tage vor seinem 65. Geburtstag nach einem Herzinfarkt eine seltsame Stimme, die ihn an den nahenden Tod erinnert. Seine Tochter Susan lernt in einem Café einen jungen Mann kennen, der kurz darauf als Fußgänger bei einem Verkehrsunfall stirbt. Davon bekommt Susan jedoch nichts mit.
Es stellt sich heraus, dass die Stimme dem Tod gehört, der den Körper des jungen Mannes nutzen will, um eine unbestimmte Zeit unter den Menschen zu weilen. Parrish soll ihm als Führer dienen und darf so lange weiterleben, wie der Aufenthalt des Todes auf der Erde interessant bleibt.
Der Tod soll im Kreis der Familie wohnen, den Angehörigen wird er als Joe Black vorgestellt. Er verliebt sich in Parrishs Tochter Susan, die als Ärztin arbeitet. Susan ist mit Drew zusammen, der rechten Hand Bills bei Parrish Communications. Drew ist zudem ebenso wie Quince, der Ehemann der älteren Tochter Parrishs, im Aufsichtsrat. Es steht eine Fusion zwischen der Firma und einem anderen Großunternehmen bevor. Drew findet das Verhalten von Parrish zunehmend merkwürdig und schöpft Verdacht, dass Joe ihn veranlasst habe, die Fusion platzen zu lassen. Er veranlasst ein geheimes Treffen des Aufsichtsrats ohne Bill. Nachdem Bill erneut die Fusion abgelehnt hat, beruft sich der Aufsichtsrat auf einen Artikel im Gesellschaftsvertrag, nach dem Parrish zu seinem 65. Geburtstag als Vorsitzender zurücktritt und nur noch repräsentiert. Die Mehrheit des Aufsichtsrates stimmt für die Absetzung Bills.
Es kommt zum Streit zwischen Joe und Parrish, der seinen eigenen Tod akzeptiert, aber um das Leben seiner Tochter fürchtet. Parrish macht sich Sorgen, dass Joe nach dem Ende seines Besuchs auch Susan mitnehmen könnte. Eine alte, krebskranke Afroamerikanerin aus der Niederländischen Karibik, die Patientin von Susan ist, erkennt im Krankenhaus den Tod in Menschengestalt. Kurz bevor sie vom Tod geholt wird, bittet sie Joe darum, Susan nicht mitzunehmen.
Joe Black hilft Parrish auf dessen Geburtstagsparty, sein Unternehmen – sein Lebenswerk – vor der Zerschlagung zu bewahren. Er gibt sich als ein Mitarbeiter der Steuerbehörden aus und stellt Drew, der durch eine Intrige den Verkauf des Unternehmens eingefädelt hat, um sich selbst zu bereichern, zur Rede. Drew gesteht seine Taten, woraufhin der Aufsichtsrat, der über eine Telefonleitung alles mitgehört hat, den geplanten Verkauf platzen lässt, Drew entlässt und Bill rehabilitiert.
Schließlich nimmt Joe Bill mit ins Jenseits, lässt aber den Körper des jungen Mannes im Diesseits zurück. Dieser weiß nichts von seiner kurzzeitigen Identität als Joe Black und kann sich auch nicht an die Ereignisse vom Verkehrsunfall bis zur Rückkehr erinnern. Susan hat bereits während der Feier erkannt, dass Joe nicht derselbe Mann aus dem Café ist. So können sich die beiden noch einmal ganz neu kennenlernen.

## Entstehung und Veröffentlichung
| Figur                           | Darsteller        | Deutscher Sprecher |
| ------------------------------- | ----------------- | ------------------ |
| Junger Mann im Café / Joe Black | Brad Pitt         | Tobias Meister     |
| William „Bill“ Parrish          | Anthony Hopkins   | Hartmut Reck       |
| Dr. Susan Parrish               | Claire Forlani    | Irina von Bentheim |
| Drew                            | Jake Weber        | Bernd Vollbrecht   |
| Allison                         | Marcia Gay Harden | Ulrike Möckel      |
| Quince                          | Jeffrey Tambor    | Jürgen Kluckert    |
| Helen                           | June Squibb       | Christel Merian    |

Die Dreharbeiten fanden in New York und in Warwick Neck im US-Bundesstaat Rhode Island statt. Die luxuriösen Räumlichkeiten von William Parrish wurden in einem Lagerhaus im Stadtteil Brooklyn nachgebaut.
Der todgeweihte Unternehmer trägt den (in den USA durchaus gängigen) Namen „William Parrish“ oder kurz „Will“. Dies ist ein Homophon mit englisch will perish ‚wird umkommen‘.
Die deutsche Synchronisation entstand nach einem Dialogbuch von Alexander Löwe unter der Dialogregie von Joachim Kerzel im Auftrag der Berliner Synchron. Der Film war einer der wenigen Filme, vor dem der erste Trailer zu Star Wars: Episode I – Die dunkle Bedrohung gezeigt wurde. Tatsächlich kauften viele Zuschauer nur Tickets für den Film, um den Trailer zu sehen und den Film dann zu verlassen, nachdem sie den Trailer gesehen hatten.

## Rezeption
Rendezvous mit Joe Black erhielt ein eher schlechtes Presseecho, was sich auch in den Auswertungen US-amerikanischer Aggregatoren widerspiegelt. So erfasst Rotten Tomatoes mehrheitlich kritische Besprechungen und ordnet den Film dementsprechend als „gammelig“ ein. Laut Metacritic fallen die Bewertungen im Mittel „durchwachsen oder durchschnittlich“ aus.

„Das Thema aus der alten Hollywood-Komödie Death Takes a Holiday (1934) von Mitchell Leisen verwandelt sich zu einer bedächtigen und behutsamen Meditation über das langsame Sich-Öffnen der Menschen im Angesicht des Todes. Dabei scheut der Film nicht davor zurück, Gefühlen und Gemütsbewegungen breiten Raum zu lassen. Das Ergebnis ist ein Werk, das heutzutage üblich gewordener Sensationalisierung mit leisen, oft geradezu konventionellen Mitteln entgegenzusteuern versucht. Abgesehen von dem oft überforderten Brad Pitt sind die hervorragenden Darsteller eine verläßliche Stütze, die den Film davor bewahren, einer gelegentlich spürbaren Überbelastung des Stoffes zu erliegen.“

James Berardinelli nannte den Film auf ReelViews den bis dahin längsten des Jahres 1998. Er sei besonders „langatmig“ und „bombastisch“. Die Chemie zwischen Brad Pitt und Claire Forlani stimme nicht.
Anthony Hopkins und Claire Forlani wurden für den Filmpreis Saturn Award nominiert; für den gleichen Preis wurde Thomas Newman für die Filmmusik nominiert. Der Film wurde als Schlechteste Neuverfilmung oder Fortsetzung für den Negativpreis Goldene Himbeere nominiert.
Die Dialogzeile „Thank you for loving me“ inspirierte Jon Bon Jovi zum gleichnamigen Song, der auf dem Bon-Jovi-Album Crush zu finden ist.